# Брезик (Вареш)
Брезик је насељено мјесто у општини Вареш, Босна и Херцеговина.

## Становништво
|             | 2013.       | 1991.        |
| Укупно      | 48 (100,0%) | 196 (100,0%) |
| Хрвати      | 44 (91,67%) | 140 (71,43%) |
| Срби        | 2 (4,167%)  | 23 (11,73%)  |
| Бошњаци     | 1 (2,083%)  | 24 (12,24%)1 |
| Остали      | 1 (2,083%)  | 1 (0,510%)   |
| Југословени | –           | 8 (4,082%)   |

1. 1 На пописима од 1971. до 1991. Бошњаци су пописивани углавном као Муслимани.